# Tommy Ford
Pour les articles homonymes, voir Ford (homonymie).
Thomas « Tommy » Ford, né le 20 mars 1989 à Bend, est un skieur alpin américain. Il remporte la première victoire de sa carrière en Coupe du monde le 8 décembre 2019 en gagnant le slalom géant de Beaver Creek.

## Carrière
Il entre en activité dans le cirque blanc à partir de l'hiver 2004-2005. Il obtient des bons résultats chez les juniors avec une 4e place en slalom géant aux Championnats du monde junior 2008 et une médaille d'argent en slalom en 2009, où il accompagne son compatriote Nolan Kasper sur le podium (3e). Il commence sa carrière en Coupe du monde en octobre 2009 au slalom géant de Sölden puis marque ses premiers points à Alta Badia quelques semaines plus tard. En février 2010, il participe aux Jeux olympiques de Vancouver, et se classe 26e du slalom géant. C'est en 2011, qu'il réalise son meilleur résultat pour des années en Coupe du monde avec une onzième place au super G d'Hinterstoder. Il se rend juste après aux Championnats du monde à Garmisch-Partenkirchen où il obtient une bonne 14e place en super G. En janvier 2013, il se fracture le fémur après une chute à La Clusaz. Aux Championnats du monde 2015, il est 19e du slalom géant. En décembre 2017, il obtient son premier top dix en Coupe du monde avec une dixième place à Beaver Creek. Aux Jeux olympiques d'hiver de 2018, il est 20e du slalom géant.  
Enfin à l'âge de 30 ans et à son 86e départ en Coupe du monde depuis 2009, il remporte la première course de sa carrière et monte sur son premier podium en dominant le slalom géant de Beaver Creek le 8 décembre 2019, devant son public, réalisant le meilleur temps de la première manche et le deuxième du second acte pour devancer de 80/100 de seconde Henrik Kristoffersen et de 1 s 23 son compatriote Leif Kristian Nestvold-Haugen.
Lors de la saison 2020-2021, il recule au classement mondial de slalom géant (treizième), montant sur un seul podium en Coupe du monde à Santa Catarina (2e). Cela est dû à une chute au slalom géant d'Adelboden entraînant une blessure au genou, qui met fin à la saison de Ford..

## Palmarès

### Jeux olympiques d'hiver
| Épreuve / Édition | Vancouver 2010 | Pyeongchang 2018 |
| Slalom géant      | 26e            | 20e              |

### Championnats du monde
| Épreuve / Édition | Garmisch-Partenkirchen 2011 | Beaver Creek 2015 | Saint-Moritz 2017 | Åre 2019 | Courchevel-Méribel 2023 |
| Super G           | 14e                         |                   |                   |          |                         |
| Slalom géant      | Abandon                     | 19e               | Abandon           | 12e      |                         |
| Parallèle         |                             |                   |                   |          | Or                      |

### Coupe du monde
- Meilleur classement général : 22e en 2020.
- 3 podiums, dont 1 victoire.

#### Détail des victoires
| Saison / Épreuve | Slalom géant | Super G | Total |
| 2019-2020        | Beaver Creek |         | 1     |
| Total            | 1            |         | 1     |

#### Classements en Coupe du monde
| Année     | Classement général final | Classement en slalom géant | Classement en super G | Classement en parallèle |
| 2009-2010 | 116e                     | 35e                        | -                     |                         |
| 2010-2011 | 108e                     | 41e                        | 37e                   | -                       |
| 2011-2012 | 74e                      | 28e                        | 46e                   | -                       |
| 2012-2013 | 136e                     | 49e                        | -                     | -                       |
| 2014-2015 | 118e                     | 36e                        | -                     | -                       |
| 2015-2016 | 109e                     | 39e                        | 56e                   |                         |
| 2016-2017 | 82e                      | 25e                        | -                     | -                       |
| 2017-2018 | 58e                      | 17e                        | -                     | -                       |
| 2018-2019 | 41e                      | 10e                        | -                     | -                       |
| 2019-2020 | 22e                      | 5e                         | -                     | 12e                     |
| 2020-2021 | 44e                      | 13e                        | -                     | -                       |

### Championnats du monde junior
- Garmisch-Partenkirchen 2009 :
  -  Médaille d'argent du slalom.

### Coupe Nord-Américaine
- 8 victoires (7 en slalom géant et 1 en super combiné).

Palmarès en mars 2019

### Coupe d'Europe
- 2 victoires.

### Championnats des États-Unis
- 8 titres de champion des États-Unis en date de 2012[4].
- Champion du slalom géant en 2018.